# Anne Charlon
Anne Charlon   (Adon, 1947) és una catalanista i hispanista francesa.
Doctorada a la Universitat de la Sorbona amb una tesi sobre La condition féminine dans la prose narrative féminine catalane (1900-1983) (1987), ha estat professora titular a la Universitat de la Sorbona i posteriorment fou catedràtica a la Universitat de Dijon.
Ha publicat diversos treballs sobre novel·listes catalanes, com Maria Aurèlia Capmany o Montserrat Roig.